# Seznam dílů seriálu Co nového, Scooby-Doo?
Toto je seznam dílů seriálu Co nového, Scooby-Doo? V Česku jej premiérově vysílala TV Prima.

## Přehled řad
| Řada | Díly | Premiéra v USA | Premiéra v USA    | Premiéra v ČR     | Premiéra v ČR     |
| Řada | Díly | První díl      | Poslední díl      | První díl         | Poslední díl      |
| ---- | ---- | -------------- | ----------------- | ----------------- | ----------------- |
| 1    | 14   | 14. září 2002  | 22. března 2003   | 3. července 2006  | 20. července 2006 |
| 2    | 14   | 13. září 2003  | 27. března 2004   | 21. července 2006 | 9. srpna 2006     |
| 3    | 14   | 29. ledna 2005 | 21. července 2006 | 10. srpna 2006    | 29. srpna 2006    |

## Seznam dílů

### První řada (2002–2003)
| Č. v seriálu | Č. v řadě | Původní název                                   | Český název                       | Režie                                    | Scénář                                                       | Premiéra v USA     | Premiéra v ČR     |
| ------------ | --------- | ----------------------------------------------- | --------------------------------- | ---------------------------------------- | ------------------------------------------------------------ | ------------------ | ----------------- |
| 1            | 1         | There's No Creature Like Snow Creature          | Příšera sněhová                   | Joe Sichta                               | Jim Krieg                                                    | 14. září 2002      | 3. července 2006  |
| 2            | 2         | 3-D Struction                                   | Trojrozměrný dinosaurus           | Tim Maltby                               | Ed Scharlach                                                 | 21. září 2002      | 4. července 2006  |
| 3            | 3         | Space Ape at the Cape                           | Vesmírná opice, šikovná je velice | Swinton O. Scott III                     | George Doty IV                                               | 28. září 2002      | 5. července 2006  |
| 4            | 4         | Big Scare in the Big Easy                       | Nejsou duchové, jako duchové      | Tom Mazzocco                             | George Doty IV, James Krieg a Ed Scharlach                   | 5. října 2002      | 6. července 2006  |
| 5            | 5         | It's Mean, It's Green, It's the Mystery Machine | Je to zlé, je to zelené           | Joe Sichta                               | Mark Turosz                                                  | 26. října 2002     | 7. července 2006  |
| 6            | 6         | Riva Ras Regas                                  | Ať žije Las Vegas                 | Russell Calabrese a Swinton O. Scott III | Tom Sheppard                                                 | 2. listopadu 2002  | 10. července 2006 |
| 7            | 7         | Roller Ghoster Ride                             | Duch horské dráhy!                | Scott Jeralds a Tim Maltby               | Dwayne McDuffie                                              | 9. listopadu 2002  | 11. července 2006 |
| 8            | 8         | Safari, So Goodi!                               | Dobrodružství na safari           | Tom Mazzocco                             | Ed Scharlach                                                 | 23. listopadu 2002 | 12. července 2006 |
| 9            | 9         | She Sees Sea Monsters by the Sea Shore          | Zbloudilá obluda                  | Scott Jeralds a Joe Sichta               | Jim Krieg                                                    | 30. listopadu 2002 | 13. července 2006 |
| 10           | 10        | A Scooby-Doo! Christmas                         | Scooby-Doo a Vánoce               | Scott Jeralds                            | Jonathan Collier, George Doty IV, James Krieg a Ed Scharlach | 13. prosince 2002  | 14. července 2006 |
| 11           | 11        | Toy Scary Boo                                   | Strašidelné hračky                | Russell Calabrese a Scott Jeralds        | George Doty IV                                               | 1. února 2003      | 17. července 2006 |
| 12           | 12        | Lights! Camera! Mayhem!                         | Světla! Kamera! Zmatek!           | Scott Jeralds a Tim Maltby               | Jim Kriegs                                                   | 15. února 2003     | 18. července 2006 |
| 13           | 13        | Pompeii and Circumstance                        | Pompejské poměry                  | Scott Jeralds a Tom Mazzocco             | Ed Scharlach                                                 | 22. února 2003     | 19. července 2006 |
| 14           | 14        | The Unnatural                                   | Nadpřirozený talent               | Scott Jeralds a Joe Sichta               | George Doty IV                                               | 22. března 2003    | 20. července 2006 |

### Druhá řada (2003–2004)
| Č. v seriálu | Č. v řadě | Původní název                        | Český název                  | Režie                   | Scénář                      | Premiéra v USA  | Premiéra v ČR     |
| ------------ | --------- | ------------------------------------ | ---------------------------- | ----------------------- | --------------------------- | --------------- | ----------------- |
| 15           | 1         | Big Appetite in Little Tokyo         | Prokletá pizza               | Scott Jeralds           | Jim Krieg                   | 13. září 2003   | 21. července 2006 |
| 16           | 2         | Mummy Scares Best                    | Zakletá mumie                | Joe Sichta              | Ed Scharlach                | 20. září 2003   | 24. července 2006 |
| 17           | 3         | The Fast and the Wormious            | Rychle a červivě             | Tom Mazzocco            | Tom Sheppard                | 27. září 2003   | 25. července 2006 |
| 18           | 4         | High-Tech House of Horrors           | Dům budoucnosti              | Russell Calabrese       | George Doty IV              | 4. října 2003   | 26. července 2006 |
| 19           | 5         | The Vampire Strikes Back             | Upír vrací úder              | Tom Mazzocco            | Jordana Arkin               | 18. října 2003  | 27. července 2006 |
| 20           | 6         | A Scooby-Doo Halloween               | Scooby-Doo Halloween         | Swinton O. Scott III    | Nahnatchka Khan             | 24. října 2003  | 28. července 2006 |
| 21           | 7         | Homeward Hound                       | Výstava psů                  | Tim Maltby              | Joseph Barbera a Tom Minton | 25. října 2003  | 31. července 2006 |
| 22           | 8         | The San Franpsycho                   | San Franpsycho               | Tae Ho Han a Tim Maltby | Bill Canterbury             | 20. března 2004 | 1. srpna 2006     |
| 23           | 9         | Simple Plan and the Invisible Madman | Neviditelný šílenec          | Swinton O. Scott III    | George Doty IV              | 22. března 2004 | 2. srpna 2006     |
| 24           | 10        | Recipe for Disaster                  | Recept na katastrofu         | Tom Mazzocco            | Bill Culverius              | 23. března 2004 | 3. srpna 2006     |
| 25           | 11        | Large Dragon at Large                | Strašný drak                 | Tim Maltby              | Tom Sheppard                | 24. března 2004 | 4. srpna 2006     |
| 26           | 12        | Uncle Scooby and Antarctica          | Strejček Scooby v Antarktidě | Russell Calabrese       | Jim Krieg                   | 25. března 2004 | 7. srpna 2006     |
| 27           | 13        | New Mexico, Old Monster              | Mexické dobrodružství        | Tim Maltby              | Ed Scharlach                | 26. března 2004 | 8. srpna 2006     |
| 28           | 14        | It's All Greek to Scooby             | Scoobyho řecké prázdniny     | Russell Calabrese       | George Doty IV              | 27. března 2004 | 9. srpna 2006     |

### Třetí řada (2005–2006)
| Č. v seriálu | Č. v řadě | Původní název                                     | Český název                      | Režie                        | Scénář          | Premiéra v USA    | Premiéra v ČR  |
| ------------ | --------- | ------------------------------------------------- | -------------------------------- | ---------------------------- | --------------- | ----------------- | -------------- |
| 29           | 1         | Fright House of a Lighthouse                      | Maják hrůzy                      | Chuck Sheetz a Guen-Sik Song | George Doty IV  | 29. ledna 2005    | 10. srpna 2006 |
| 30           | 2         | Go West, Young Scoob                              | Běž na západ, mladý Scooby       | Chuck Sheetz                 | Ed Scharlach    | 5. února 2005     | 11. srpna 2006 |
| 31           | 3         | A Scooby-Doo Valentine                            | Valentýnka Scooby                | Chuck Sheetz                 | Nahnatchka Khan | 11. února 2005    | 14. srpna 2006 |
| 32           | 4         | Wrestle Maniacs                                   | Wrestling s maniakem             | Chuck Sheetz                 | Chris Brown     | 12. února 2005    | 15. srpna 2006 |
| 33           | 5         | Ready to Scare                                    | Jdeme strašit                    | Chuck Sheetz                 | Matt Wayne      | 19. února 2005    | 16. srpna 2006 |
| 34           | 6         | Farmed and Dangerous                              | Nebezpečná farma                 | Chuck Sheetz                 | Jordana Arkin   | 26. února 2005    | 17. srpna 2006 |
| 35           | 7         | Diamonds Are a Ghouls Best Friend                 | Diamanty jsou nejlepší přátelé   | Chuck Sheetz                 | Bill Canterbury | 5. března 2005    | 18. srpna 2006 |
| 36           | 8         | A Terrifying Round with a Menacing Metallic Clown | Hrůza na osmnácté jamce          | Chuck Sheetz                 | Chris Brown     | 12. března 2005   | 21. srpna 2006 |
| 37           | 9         | Camp Comeoniwannascareya                          | Tábor děsu                       | Joe Sichta                   | George Doty IV  | 19. března 2005   | 22. srpna 2006 |
| 38           | 10        | Block-Long Hong Kong Horror                       | Jaký taky fraky s draky          | Chuck Sheetz                 | Ed Scharlach    | 26. března 2005   | 23. srpna 2006 |
| 39           | 11        | Gentlemen, Start Your Monsters!                   | Pánové, nastartujte své zlotvory | Chuck Sheetz                 | Bill Canterbury | 2. dubna 2005     | 24. srpna 2006 |
| 40           | 12        | Gold Paw                                          | Zlatá tlapka                     | Chuck Sheetz                 | Chris Brown     | 9. dubna 2005     | 25. srpna 2006 |
| 41           | 13        | Reef Grief!                                       | Úděsný útes                      | Chuck Sheetz                 | Ed Scharlach    | 16. dubna 2005    | 28. srpna 2006 |
| 42           | 14        | E-Scream                                          | Virtuální záhada                 | Chuck Sheetz                 | George Doty IV  | 21. července 2006 | 29. srpna 2006 |